# Wojciech Niederliński
Wojciech Niederliński (ur. 12 kwietnia 1908 w Lipinach Śląskich (obecnie Świętochłowice), zm. 26 września 1999 tamże) – polski ekonomista, harcerz, instruktor ZHP, wybitny działacz harcerski na Górnym Śląsku i historyk harcerstwa, działacz turystyczny.

## Życiorys
Urodził się jako syn hutnika Jana Niederlińskiego i Małgorzaty z domu Leja. Dorastał w na wskroś polskiej rodzinie o patriotycznym nastawieniu. Ojciec był współorganizatorem Polskiego Towarzystwa Gimnastycznego „Sokół” w Lipinach, a matka działaczką polskich stowarzyszeń kobiecych. Oboje też brali aktywny udział w powstaniach śląskich. Maturę zdał w 1947 r. w Liceum Ogólnokształcącym dla Dorosłych w Katowicach, a pracę magisterską obronił w 1962 r. w katowickiej Wyższej Szkole Ekonomicznej. Przez całe życie związany był ze Śląskiem. Zmarł w wieku 91 lat, kilkanaście godzin po tym, jak uczestniczył w uroczystościach 60 rocznicy utworzenia Szarych Szeregów pod harcerskim pomnikiem na katowickim Rynku, a następnie w polowej mszy świętej u stóp Wieży Spadochronowej w parku im. Tadeusza Kościuszki. Pochowany na cmentarzu w Lipinach.

## Działalność harcerska
Z harcerstwem zetknął się wieku 12 lat podczas przygotowań do plebiscytu, jednakże nie mógł wtedy do niego wstąpić z uwagi na młody wiek. Przyrzeczenie Harcerskie złożył 28 kwietnia 1923 r. na rynku w Lipinach Śląskich. Wkrótce został drużynowym swej macierzystej drużyny harcerskiej w Lipinach, a w następnym roku członkiem komendy nowo utworzonego hufca ZHP w Świętochłowicach. 25 kwietnia 1928 r. został mianowany na stopień podharcmistrza. Jesienią tegoż roku powołany został w skład Komendy Śląskiej Chorągwi Harcerzy, w której do wybuchu II wojny światowej pełnił coraz bardziej odpowiedzialne funkcje. W 1930 r. został przybocznym komendanta chorągwi do spraw Wychowania Fizycznego i Przysposobienia Wojskowego, w 1938 r. kierownikiem Wydziału Harcerstwa Starszego.
W międzyczasie prowadził szereg kursów instruktorskich, zlokalizowanych głównie w Górkach Wielkich w Beskidzie Śląskim, gdzie u stóp góry Bucze powstały w latach 30. dwa duże harcerskie ośrodki szkoleniowe. W 1933 r. uczestniczył w międzynarodowym Zlocie Skautów – Jamboree w Gödöllö na Węgrzech. W czasie zlotu 25-lecia ZHP w Spale w 1935 r. powierzono mu funkcję instruktora krajoznawczego do spraw kontaktów ze skautami zagranicznymi. Po zlocie, wykorzystując biegłą znajomość języka niemieckiego, prowadził grupę skautów zagranicznych na wycieczki do Wielkopolski i Gdyni. Niezależnie od działalności w komendzie chorągwi, w maju 1929 r. reaktywował w Chropaczowie drużynę harcerzy, którą prowadził przez 10 lat.
W sierpniu 1939 r. Niederliński, w stopniu harcmistrza, wszedł w skład tajnej komendy chorągwi harcerzy, utworzonej na wypadek wojny pod dowództwem hm. Józefa Pukowca, ostatniego komendanta Śląskiej Chorągwi Harcerzy. We wrześniu 1939 r. brał udział w obronie Śląska w szeregach lipińskiego batalionu samoobrony. 3 września w Katowicach z Józefem Pukowcem, a dzień później w Krakowie z hm. Aleksandrem Kamińskim likwidował dokumentację komend chorągwi, po czym, zgodnie z poleceniem władz, ewakuował się na wschód Polski.
27 września 1939 r. powrócił na Śląsk i natychmiast rozpoczął organizowanie tajnej komendy hufca w Świętochłowicach. 7 października został zaprzysiężony wraz z organizowaną przez siebie pierwszą grupą bojową harcerzy przez przedstawiciela komendy okręgu Polskich Sił Zbrojnych. 10 listopada został wywieziony na roboty przymusowe w rejon Harzu, gdzie nie tylko nie przerwał kontaktu ze zorganizowanymi grupami, ale organizował kolejne w oparciu o harcerzy wywożnych na roboty w różne miejsca Niemiec.
W maju 1941 r. udało mu się powrócić na Śląsk, gdzie od 1 lipca 1941 r. podjął pracę w rafinerii w Czechowicach. Tu, po śmierci hm. Józefa Pukowca (komendanta Śląskiej Chorągwi Harcerzy, a zarazem kierownika Wydziału Propagandy i Informacji okręgu ZWZ, zgilotynowanego 14 sierpnia 1942 r. w katowickim więzieniu przy ul. Mikołowskiej), dotarło doń mianowanie na komendanta Śląskiej Chorągwi Szarych Szeregów. W następnych miesiącach Niederlińskiemu udało się, żmudną i ostrożną pracą, odtworzyć podziemne struktury Śląskiej Chorągwi (noszącej kryptonim „ul Huta”) oraz utrzymać kontakt z Główną Kwaterą w Warszawie.
Po wojnie powrócił na Górny Śląsk, gdzie kierował jawnym znów harcerstwem jako komendant Chorągwi Śląsko-Dąbrowskiej Harcerzy ZHP (połączonej męskiej i żeńskiej). Prowadził znów kursy instruktorskie, specjalny nacisk kładąc na poznanie tzw. Ziem Odzyskanych, szczególnie całego Śląska (np. był komendantem kursu podharcmistrzowskiego nad Jeziorem Turawskim w 1946 r.). Do roku 1949 kształcił kadry harcerskie w Ośrodku Harcerskim w Górkach Wielkich u stóp Góry Bucze. Po likwidacji harcerstwa przez władze komunistyczne w 1950 r. zwrócił się ku działalności w sferze turystyki, upatrując w niej możliwości patriotycznego wychowania młodzieży.
Po historycznym Zjeździe Łódzkim ZHP w grudniu 1956 r., do udziału w którym został zaproszony osobiście przez Aleksandra Kamińskiego jako jeden z dwudziestu kilku wybitnych instruktorów harcerskich w Polsce, podjął ponownie działalność w odrodzonym Związku Harcerstwa Polskiego. Był m.in. inicjatorem powołania w 1962 r. Komisji Historycznej Chorągwi Katowickiej ZHP, którą kierował w latach 1978–1985. Do końca życia był jej honorowym przewodniczącym.
22 maja 1995 r. dostąpił zaszczytu wręczenia papieżowi Janowi Pawłowi II podarunku od harcerstwa polskiego podczas mszy św., odprawianej przez Ojca Świętego na Kaplicówce w Skoczowie. Podarunkiem tym była wspaniale wydana i oprawiona książka jego przyjaciela, Józefa Kreta pt. „Harcerze wierni do ostatka”.

## Działalność turystyczna
W latach międzywojennych prowadził harcerskie obozy wędrowne w Beskidach, TatrachTatrach oraz w Karpatach Wschodnich uznając, że jest to najlepsza droga krzewienia patriotyzmu. W latach 1934–1939 działał w Harcerskim Klubie Narciarskim – Sekcja Turystyczna w Świętochłowicach, a w latach 1945–1950 w Harcerskim Klubie Narciarskim w Katowicach.
Gdy w 1950 r. władze PRL zlikwidowały działalność harcerstwa, Niederliński kontynuował działalność wśród młodzieży, tym razem wykorzystując struktury nowo powstałego PTTK. W tej organizacji przez wiele następnych lat szkolił kadry turystyczne – organizatorów turystyki i przewodników turystycznych (terenowych i górskich), kładąc wielki nacisk na znajomość historii Śląska i całej Polski.